# Milhosť
Milhosť (in ungherese Migléc, in tedesco Mitterdeutschdorf o Mühlgast) è un comune della Slovacchia facente parte del distretto di Košice-okolie, nella regione di Košice.